# Frustugutjärnet
Frustugutjärnet este o arie protejată (arie specială de conservare — SAC, sit de importanță comunitară — SCI) din Suedia întinsă pe o suprafață de 8,8 ha, integral pe uscat.

## Localizare
Centrul sitului Frustugutjärnet este situat la coordonatele 58°41′29″N 11°53′52″E / 58.6913°N 11.8979°E.

## Înființare
Situl Frustugutjärnet a fost declarat sit de importanță comunitară în decembrie 1998 pentru a proteja 1 specie de animale. Situl a fost protejat și ca arie specială de conservare în martie 2011.

## Biodiversitate
Situată în ecoregiunea boreală, aria protejată conține 1 habitat natural: Lacuri și iazuri distrofice naturale.
La baza desemnării sitului se află o specie protejată de  nevertebrate: Graphoderus bilineatus.